# Episodi de I segreti di Twin Peaks (prima stagione)
La prima stagione della serie televisiva I segreti di Twin Peaks, composta da 8 episodi, è stata trasmessa per la prima volta negli Stati Uniti dall'8 aprile al 23 maggio 1990. L'episodio pilota della serie ha una durata di 94 minuti.
In Italia è andata in onda su Canale 5 dal 9 gennaio al 20 febbraio 1991.
| nº | Titolo originale                    | Titolo italiano                                 | Prima TV USA   | Prima TV Italia  |
| -- | ----------------------------------- | ----------------------------------------------- | -------------- | ---------------- |
| 1  | Pilot / Northwest Passage           | Pilota / Passaggio a Nord-Ovest                 | 8 aprile 1990  | 9 gennaio 1991   |
| 2  | Traces to Nowhere                   | Tracce verso il nulla                           | 12 aprile 1990 | 16 gennaio 1991  |
| 3  | Zen, or the Skill to Catch a Killer | Lo Zen, oppure l'abilità di catturare un killer | 19 aprile 1990 | 23 gennaio 1991  |
| 4  | Rest in Pain                        | Riposa nel dolore                               | 26 aprile 1990 | 30 gennaio 1991  |
| 5  | The One-Armed Man                   | L'uomo con un solo braccio                      | 3 maggio 1990  | 6 febbraio 1991  |
| 6  | Cooper's Dreams                     | I sogni di Cooper                               | 10 maggio 1990 | 13 febbraio 1991 |
| 7  | Realization Time                    | Tempo di realizzazione                          | 17 maggio 1990 | 20 febbraio 1991 |
| 8  | The Last Evening                    | L'ultima sera                                   | 23 maggio 1990 | 20 febbraio 1991 |

## Pilota / Passaggio a Nord-Ovest
- Titolo originale: Northwest Passage
- Diretto da: David Lynch
- Scritto da: Mark Frost e David Lynch

### Trama
Un pescatore, Pete Martell, rinviene un cadavere avvolto in un telo di plastica. Il corpo è di Laura Palmer, una ragazza del posto ben voluta da tutti. Per indagare sull'omicidio giunge in città l'agente speciale dell'FBI Dale Cooper. In un primo momento il sospettato numero uno è proprio il ragazzo di Laura, Bobby Briggs, ma ben presto le accuse decadono.
Un'importante svolta nelle indagini avviene quando gli investigatori vengono in possesso del diario (ufficiale e non quello segreto) della ragazza. Al suo interno trovano la chiave di una cassetta di sicurezza e una bustina con residui di cocaina. Nella cassetta di sicurezza erano stati nascosti una rivista di annunci erotici e 10000 $ in contanti. Nel frattempo viene trovata in stato confusionale Ronette Pulaski, una compagna di scuola di Laura, che finirà in coma. Viene individuato anche il luogo dell'omicidio, un vecchio treno abbandonato. Sulla scena del delitto viene rinvenuta una collanina con appeso mezzo cuore ed un foglio con su scritto con il sangue "Fuoco cammina con me". La polizia è convinta che l'assassino sia il possessore dell'altra metà del cuore. James Hurley, che aveva una relazione clandestina con Laura, temendo di essere accusato dell'omicidio (anche perché sprovvisto di alibi), seppellisce nel bosco insieme a Donna (la migliore amica di Laura) il mezzo cuore che la ragazza uccisa gli aveva regalato, e i due si baciano. L'episodio si conclude con un urlo, quello di Sarah Palmer, la madre di Laura, in preda di una visione: sullo specchio alle sue spalle compare, quasi impercettibile, il volto di un uomo dai capelli lunghi, mentre una misteriosa mano nel bosco ruba il ciondolo a forma di mezzo cuore seppellito da James e Donna.
- Ascolti USA: telespettatori 34 600 000 – rating/share 21,7/33[1][2]
- Ascolti Italia: telespettatori 11 110 000 – share 39,38%[3]

## Tracce verso il nulla
- Titolo originale: Traces to Nowhere
- Diretto da: Duwayne Dunham
- Scritto da: Mark Frost e David Lynch

### Trama
Dall'autopsia emerge che Laura è morta tra la mezzanotte e le 4 del mattino e che ha avuto rapporti sessuali con tre uomini diversi la notte in cui è stata uccisa. James Hurley viene interrogato e ammette di avere avuto, nell'ultimo periodo, una relazione segreta con Laura. Ammette anche di aver passato con lei parte della notte incriminata e di averla vista particolarmente agitata. Tuttavia si dichiara estraneo all'omicidio e gli inquirenti gli credono. Mike Nelson, nel frattempo, si infuria con Bobby Briggs per non aver ancora pagato Leo Johnson, un giovane camionista scontroso e particolarmente burbero, la cui moglie ha una relazione extra-coniugale proprio con Bobby. Il ragazzo si giustifica dicendo che metà dei soldi li aveva Laura e per ovvi motivi non glieli aveva più ridati. Leo Johnson consegna per sbaglio alla moglie una camicia insanguinata e resosi conto dello sbaglio, con un pretesto, la picchia con una saponetta avvolta in un calzino. Si chiarisce la relazione tra James e Donna: i due si sono innamorati da poco e la morte di Laura non ha fatto altro che spianare la strada al loro amore. In ospedale, un uomo anziano dalla barba bianca e privo del braccio sinistro, entra di soppiatto nell'obitorio; Hawk lo intravede ma l'uomo sembra sparire nel nulla.
La puntata finisce in maniera ambigua: lo psichiatra di Laura, il dottor Jacoby, è in possesso della metà del cuore.

## Lo Zen, oppure l'abilità di catturare un killer
- Titolo originale: Zen, or the Skill to Catch a Killer
- Diretto da: David Lynch
- Scritto da: Mark Frost e David Lynch

### Trama
I soldi che Laura aveva nascosto nella cassetta di sicurezza servivano per pagare una grossa quantità di droga a Leo Johnson. Quando però Mike Nelson e Bobby Briggs vanno all'appuntamento senza la metà dei soldi, lo spacciatore va su tutte le furie e con tanto di fucile in braccio minaccia di ucciderli. Inoltre Leo sospetta dei tradimenti di sua moglie e lo riferisce proprio a Bobby, anche se ancora non conosce l'identità dell'amante.
Intanto arriva in città il cinico agente dell'FBI Albert Rosenfield e Josie Packard scopre che Catherine Martell sta falsificando i registri della segheria per farla fallire.
Uno sconosciuto mette sotto la porta della stanza di Cooper un foglio con su scritto "One Eyed Jack" (Jack con un solo occhio). Inoltre l'investigatore adotta un bizzarro metodo Zen per restringere la cerchia dei sospettati per l'omicidio di Laura Palmer, da cui emerge che Leo Johnson è più implicato nella vicenda di quanto si possa pensare.

Alla fine della puntata Cooper fa un inquietante sogno: vede un certo Mike, un anziano dalla barba bianca privo del braccio sinistro, che gli recita la poesia: 
Non esiste che un'opportunità tra questo mondo e l'altro.
Fuoco, cammina con me»
 Nel sogno appare anche uno strano e inquietante personaggio con i capelli lunghi e grigi di nome BOB.
Ad un certo punto Cooper si vede vecchio, in una strana stanza con tendaggi rossi. Cooper ha di fronte a sé un nano e Laura Palmer che parlano un linguaggio difficilmente comprensibile e che gli danno degli enigmatici indizi. Dopodiché Laura si avvicina e gli sussurra qualcosa all'orecchio. Svegliatosi d'improvviso Cooper si alza e dà appuntamento allo sceriffo Truman per il giorno dopo alle 7 dicendogli di sapere chi è stato ad uccidere Laura.
Errori
Nella versione italiana della scena del sogno di Cooper, dove si vede MIKE, sono presenti alcuni errori di adattamento che influiscono sulla comprensione di alcuni eventi che si vedranno nelle stagioni successive e in Fuoco cammina con me:
- la frase "one chants between two worlds" è stata tradotta come "non esiste che un'opportunità tra questo mondo e l'altro", mentre in realtà sarebbe stato più appropriato tradurre la frase come "un uomo canta una canzone tra questo mondo e l'altro"; il riferimento, infatti, è all'uomo della Stanza Rossa che canta Sycamore Trees nell'ultima puntata della seconda stagione (tale stanza, infatti, sarebbe da intendere come una dimensione di mezzo tra la Terra e il soprannaturale, nonché una sorta di sala d'aspetto prima di accedere a una delle due Logge);
- ad un certo punto, MIKE fa riferimento a un "negozio conveniente", ma in realtà trattasi di un convenience store, ovvero di un minimarket in cui si vendono articoli per la casa (che in Italia hanno iniziato a diffondersi solo alcuni anni dopo la trasmissione della serie). Interpretando correttamente le parole di MIKE, infatti, si capisce che questo convenience store è la sede della Loggia Nera, nonché il luogo in cui nel film BOB e il Nano stipulano l'accordo riguardo alla garmonbozia (tale affermazione è stata confermata anche nella terza stagione, ove tale luogo viene mostrato anche dall'esterno, in cui si vede un'insegna esplicativa). Nella prima versione del doppiaggio italiano, contenuta nell'edizione in VHS del film, l'agente Phillip Jeffries afferma di essere stato testimone di questo incontro facendo riferimento a un "negozio di casalinghi". Tale traduzione sarebbe più corretta, ma comunque la situazione è poco comprensibile al pubblico italiano a causa dell'errore compiuto in questa puntata.

## Riposa nel dolore
- Titolo originale: Rest in Pain
- Diretto da: Tina Rathborne
- Scritto da: Harley Peyton

### Trama
Cooper è convinto che la soluzione del caso vada ricercata nel sogno che ha fatto. Inoltre, grazie al misterioso bigliettino, scopre l'esistenza del One Eyed Jacks, una sorta di casinò/bordello, frequentato da facoltosi uomini d'affari.
È il giorno del funerale. All'obitorio scoppia una furibonda rissa, che vede protagonista l'agente della polizia Scientifica Albert Rosenfield, che non trova utile alle indagini seppellire così prematuramente il cadavere. Dovrà tuttavia sottostare al volere dei familiari.
In occasione del funerale a Twin Peaks arriva la cugina della ragazza uccisa, Maddy Ferguson, che le somiglia in modo impressionante.
Durante il rito funebre scoppia una rissa tra i due uomini di Laura: Bobby Briggs e James Hurley.
Dalle analisi Albert Rosenfield scopre che la ragazza faceva uso di cocaina, trova un brandello di plastica nel suo stomaco che riporta la lettera J e dei frammenti di corda sulle sue braccia e sui suoi polsi. Lo sceriffo Truman parla a Cooper dei Bookhouse Boys, una società segreta che cerca di mantenere l'ordine a Twin Peaks e di evitare che i corrieri portino dal Canada della droga all'interno della città, agendo in quella zona grigia tra legalità e illegalità.
Catherine Martell scopre infine che suo marito Peter e Josie Packard hanno scoperto che il registro dei conti della segheria era falsificato.

## L'uomo con un solo braccio
- Titolo originale: The One-Armed Man
- Diretto da: Tim Hunter
- Scritto da: Robert Engels

### Trama
Viene fatto un identikit dell'uomo che Sarah Palmer ha visto in una visione ed è emerso che si tratta dello stesso uomo con i capelli lunghi e grigi che Cooper ha visto in sogno.
Dai risultati della scientifica emerge che alcune ferite sul corpo di Laura sono state inflitte dal becco di un uccello e che il pezzo di plastica rinvenuto nello stomaco di Laura, recante la lettera J, è un pezzo di fiche dell'One Eyed Jacks. L'agente Hawk riesce a localizzare Mike, l'uomo sognato da Cooper, che in realtà non è altro che un venditore di scarpe con un solo braccio. L'uomo era stato notato qualche giorno prima aggirarsi nell'ospedale in cui è ricoverata Ronette Pulaski. Mike viene interrogato da Cooper, il quale viene a sapere che l'uomo era andato lì per trovare un suo amico veterinario. La polizia visita dunque il negozio di veterinaria e ne sequestra gli archivi, dallo studio dei quali emergerà che uno degli uccelli presenti nel registro è appartenuto a Jacques Renault, un croupier del One Eyed Jacks. La polizia si reca a casa di Jacques e la trova vuota, ma vi rinviene la camicia sporca di sangue appartenuta a Leo Johnson, messa lì da Bobby Briggs per incastrarlo. Nel frattempo Hank Jennings, marito di Norma, viene rilasciato di prigione e Benjamin Horne dà a Leo Johnson il compito di bruciare la segheria.

## I sogni di Cooper
- Titolo originale: Cooper's Dreams
- Diretto da: Lesli Linka Glatter
- Scritto da: Mark Frost

### Trama
Cooper e Truman, insieme a Hawk e al dottor Hayward, trovano nella casa di Jacques Renault una rivista di annunci erotici come quella rinvenuta nella cassetta di sicurezza di Laura Palmer, nella quale è presente una foto di Laura con alle spalle delle tende rosse come quelle viste in sogno da Cooper. Sempre in casa Renault viene ritrovata una foto che raffigura l'esterno di una casa nel bosco con le stesse tende rosse. I quattro si avventurano nel bosco alla ricerca della casa imbattendosi per errore nella dimora della signora Ceppo, un'enigmatica vedova che porta continuamente con se un ceppo di legno e con cui sembra molto legata. Quest'ultima offre loro del tè e, tramite il ceppo che porta sempre con sé, dà loro degli indizi su come trovare la casa con le tende rosse. I quattro fanno irruzione nella casa e vi trovano un uccello che corrisponde a quello che ha ferito il corpo di Laura, il pezzo restante della fiche dell'One Eyed Jacks e della corda uguale a quella trovata sulle braccia della ragazza. Nel frattempo Donna e James convincono Maddy Ferguson ad indagare insieme a loro sulla morte di Laura. Si scopre che Benjamin Horne è in combutta con Josie Packard per tradire Catherine Martell. Infine Hank Jennings si vendica su Leo Johnson per aver accettato il lavoro di bruciare la segheria invece di lasciarlo a lui e Shelly decide di vendicarsi del marito violento.

## Tempo di realizzazione
- Titolo originale: Realization Time
- Diretto da: Caleb Deschanel
- Scritto da: Harley Peyton

### Trama
Dai rilevamenti nella casa di Jacques Renault emerge che la notte in cui Laura è morta Ronette, Leo e Jacques si trovavano con lei. L'uccello appartenente a Renault, trattandosi di una Gracula religiosa, un uccello parlante, viene portato al commissariato di Twin Peaks in attesa che dica qualcosa di rilevante, ma durante l'assenza dello sceriffo viene ucciso da Leo Johnson. Cooper, Truman e Big Ed vanno all'One Eyed Jacks sotto copertura per trovare Jacques Renault. Nel frattempo Audrey Horne riesce a farsi assumere come prostituta all'One Eyed Jacks per indagare sulla morte di Laura. James, Donna e Maddy trovano delle cassette di Laura, su cui sono registrate alcune sue riflessioni indirizzate al dottor Jacoby, ma l'unica che manca è quella del giorno in cui è stata uccisa. Maddy, sfruttando la sua somiglianza con Laura, si mette una parrucca bionda ed attira il dottore fuori casa, per lasciare che James e Donna entrino per trovare il nastro. Nel frattempo Bobby Briggs mette della cocaina nel serbatoio della moto di James per incastrarlo. L'episodio si conclude con una visuale in prima persona di un individuo, nascosto tra gli alberi, che spia Maddy, rimasta da sola al parco ad aspettare il dottor Jacoby.

## L'ultima sera
- Titolo originale: The Last Evening
- Diretto da: Mark Frost
- Scritto da: Mark Frost

### Trama
James e Donna trovano a casa del dottor Jacoby l'ultima cassetta di Laura e il mezzo cuore che loro stessi avevano seppellito nel bosco. Nell'ultima cassetta Laura parla di un uomo che ha cercato di ucciderla più volte e che è proprietario di una Corvette rossa. Il dottor Jacoby andando da Laura viene picchiato da un uomo dal volto coperto e viene colpito da un infarto e ricoverato in ospedale. All'One Eyed Jacks Cooper tende una trappola a Jacques Renault che viene arrestato grazie alla prontezza di riflessi di Andy, che gli spara quando Jacques sta per sparare allo sceriffo Truman. Quando Jacques viene portato in ospedale e messo sotto protezione come testimone chiave (aveva precedentemente ammesso lui stesso di essere stato con Laura e Leo la notte in cui Laura è morta, sebbene sia svenuto prima dell'omicidio e quindi non sappia chi l'ha uccisa), Leland Palmer lo uccide soffocandolo con un cuscino per vendicare la morte della figlia. Leo Johnson, per vendicarsi di Shelly che gli ha sparato, la lega nella segheria e poi dà fuoco all'edificio, dopodiché cerca di uccidere Bobby, ma durante la colluttazione Hank gli spara. Catherine viene attirata dentro la segheria quando questa sta per essere bruciata e vi rimane intrappolata insieme a Shelly. Cooper torna in albergo e una persona non identificata gli spara.